# Legge 13 settembre 1982, n. 646
La legge 13 settembre 1982, n. 646 (detta anche legge Rognoni-La Torre dai proponenti) è una legge della Repubblica Italiana che contiene misure di contrasto e di prevenzione nei confronti della mafia.

## Storia
Il testo normativo traeva origine da una proposta di legge presentata alla Camera dei deputati il 31 marzo 1980, che aveva come primo firmatario Pio La Torre, alla quale si aggiunsero le proposte di Virginio Rognoni e alla cui formulazione tecnica collaborarono anche i magistrati italiani, all'epoca in servizio presso la procura della Repubblica di Palermo, Giovanni Falcone e Paolo Borsellino.

## Contenuti

### L'associazione di tipo mafioso
L’art. 1 della norma, introdusse nel codice penale italiano l'art. 416 bis, che delinea la fattispecie del reato dell'associazione di tipo mafioso, descrivendone le condizioni ricorrenti:
Nei confronti del condannato è inoltre sempre obbligatoria la confisca penale delle cose che servirono o furono destinate a commettere il reato e delle cose che ne sono il prezzo, il prodotto, il profitto o che ne costituiscono l'impiego. Decadono inoltre di diritto le licenze di polizia, di commercio, di commissionario astatore presso i mercati annonari all'ingrosso, le concessioni di acque pubbliche e i diritti ad esse inerenti nonché le iscrizioni agli albi di appaltatori di opere o di forniture pubbliche di cui il condannato fosse titolare.

### Il sequestro dei beni
Il tribunale competente, anche d'ufficio, può ordinare con decreto motivato sia il sequestro preventivo che conservativo dei beni appartenuto al soggetto nei confronti del quale sia stato iniziato il procedimento di prevenzione perché accusato di appartenere all'associazione di stampo mafioso. I beni di cui dispone, direttamente o indirettamente, sulla base di indizi come il divario ingiustificabile tra il tenore di vita e l'entità dei redditi apparenti o dichiarati, possono essere sequestrati se si ha motivo di ritenere siano il frutto di attività illecite o ne costituiscano il reimpiego.
Alcune intuizioni del progetto iniziale La Torre furono sviluppate solo nella normativa successiva, come quella introdotta con legge 7 marzo 1996, n. 109 che introdusse il riutilizzo a fini sociali dei beni confiscati, con un duplice obiettivo: impedire il loro recupero da parte delle organizzazioni criminali e restituirli alla collettività per rendere concreto, effettivo ed evidente il ripristino della legalità..